# Szakács

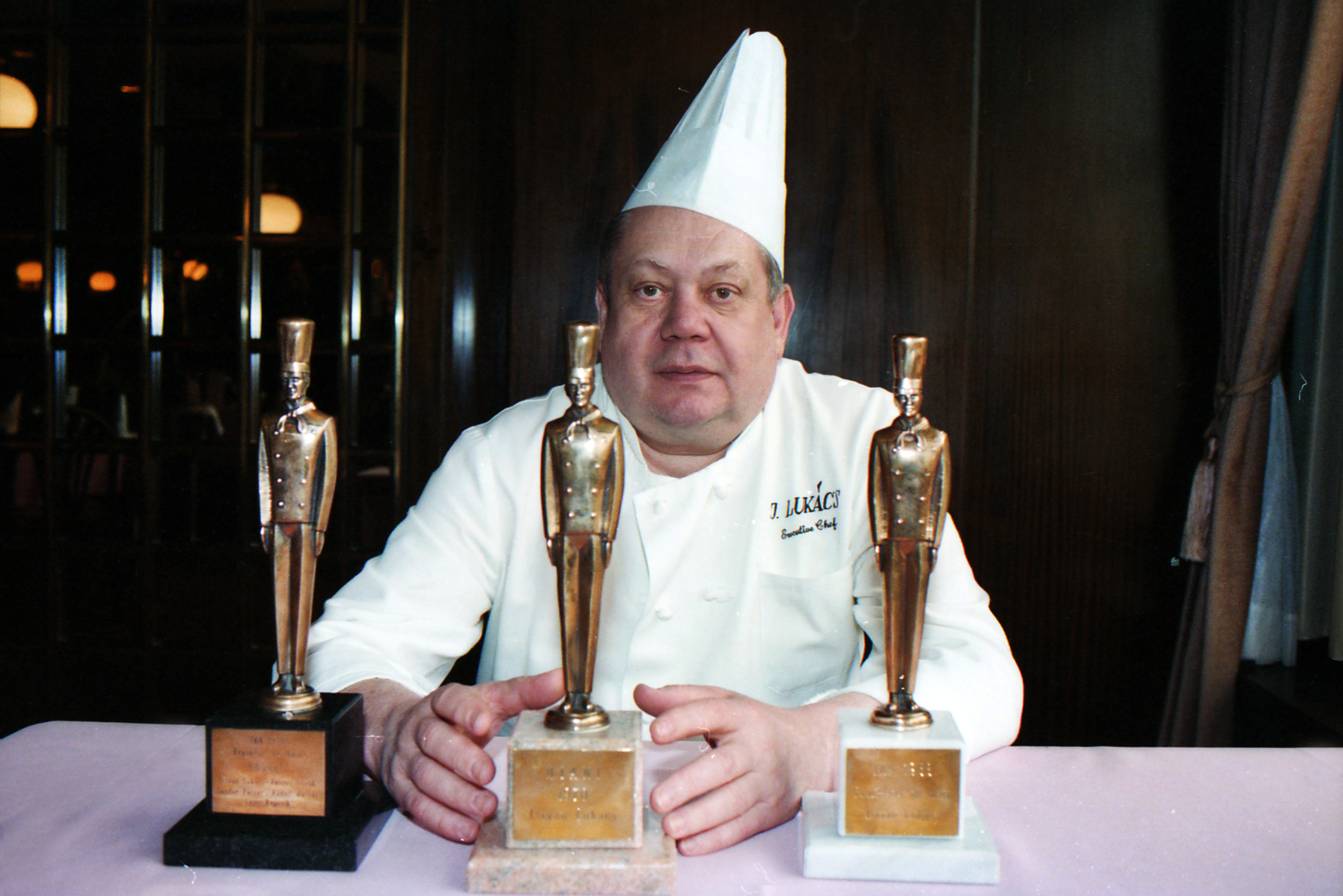
Lukács István Oscar-díjas séf

A szakács az a személy, akinek a munkája a fogyasztásra szánt étel elkészítése.

## Csoportosítás

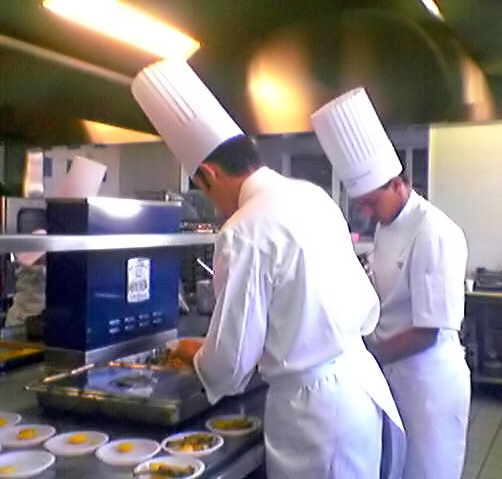
Szakácstanulók Párizsban

Egy szakács a megfelelő kritériumoknak eleget téve dolgozhat mint:
- magánszemélyeknél munkát vállaló:
  - privát séf, privát szakács vagy magánszakács (a megrendelő igényeinek megfelelően megtervezi az étrendet, beszerzi a nyersanyagokat, elkészíti és professzionális módon tálalja az általában többfogásos menüt, amit pincérek szolgálnak fel; egy családnál vagy személynek dolgozik, akár állandó alkalmazott is lehet[2])
  - személyi szakács (legfőbb különbség a privát séfhez képest, hogy több családnál – akár a hét minden napján máshol – dolgozik[2])
- catering szakács
- éttermi szakács
- intézményi szakács

attól függően, hogy hol látja el feladatát.
A szakácsokat lehet titulus szerint is csoportosítani – éttermek, vendéglátó-ipari egységek legmagasabb beosztású szakácsa a séf vagy konyhafőnök –, vagy végzettség alapján – a legkiválóbbak mesterszakács vizsgát tehetnek –, illetve szakosodhatnak egy-egy területre (például mint cukrász, pizzakészítő, meleg-, hidegkonyhai szakács stb.) is.

## Étteremben
A szakácsok szakmájukat kitanulhatják kuktaként, főleg kisebb vállalatoknál, de a nagy sikerű éttermek inkább szakácsiskolákból vesznek fel diplomás szakértőket; ez esetben sem ritka valamiféle tanoncság elvégzése. Nagyobb éttermekben sokszor létezik egy személyzeti hierarchia, melyet a szakács és főszakács tetőz, vagy szakosodott személyzet, mint például saucier vagy patissier.